# 一発必中!! デバンダー
『一発必中!! デバンダー』（いっぱつひっちゅう!! デバンダー）は、2012年（平成24年）10月19日発売のOVA作品。

## 概要
日本の商業アニメーションを黎明期から支え続ける古参制作企業・竜の子プロダクション（現・タツノコプロ）創立50周年記念作品。
本作はタツノコプロを代表する作品群であるタイムボカンシリーズ（以下“ ボカンシリーズ ”）を彷彿とさせる「普段は冴えない（男）主人公がカッコいい正義のヒーローに変身し、悪いキャラだが何処か憎めない敵達と戦い、見事勝利する」という作風が採用されている。スタッフも“ ボカンシリーズ ”を長らく支え続けた笹川ひろしを監督に据え、数々のタツノコメカを生み出した大河原邦男がメカデザインを担当。往年のタツノコキャラもゲスト出演し、「古くて新しい」（コミカルタッチの）王道アニメーション作品を目指す。
キッズステーションで、2012年（平成24年）9月22・23日に先行放送。（23日は再放送扱い）その後も数回放送した。
本作のBlu-ray Discセルソフトは角川書店より発刊されたタツノコプロ創立50周年記念書籍『TATSUNOKO PAST & FUTURE〜タツノコプロ50TH カコトミライ〜』に同梱される形で発売された（ISBN 4-04-110245-6 2012年10月19日発売）。（DVD版は2012年12月21日に松竹から発売された）
ケロケロエースにて4コマ漫画が連載された。作者は墨丸こいち。

## あらすじ
富士山上空に突如現れたナゾの宇宙船は、地球の“ ガイアエネルギー ”を汲み上げはじめた。このままでは地球は死の惑星となってしまう！
そんな時。天空に響き渡る「いななき」と共に、赤い仮面とスーツに身を包んだ正義のヒーローが現れた。その名は“ デバンダー ”！
デバンダーは宇宙船に乗ったムザンダ星の支配者・キングブルと配下たちを前に身じろぎもせず、相棒のメカウマ・ロボニーと共に立ち向かっていくのだった。

## 登場キャラクター

### 主要キャラクター
デバンダー
声 - 梶裕貴
キングブルたちと果敢に戦う正義のヒーロー。スマホ型のデバンダイーシステムを左手首につけ「デバンダー」の掛け声でヒンケールと一体となり変身する。しかしラッキーパワー（精神力）が弱まると変身が解けてしまう。金色の当たり玉が出ることで黄金の巨大ロボと融合する。
春風 一馬（はるかぜ かずま）
富士山麓にある春風牧場で暮らす地球の少年。ムザンダ星からの使者・ヒンケールと出会ってキングブルの野望を知り、デバンダーへの変身能力を得る。
春風 サクラ（はるかぜ さくら）
声 - 大久保瑠美
一馬の妹。地球で一番のラッキーパワーの持ち主で、サクラが近くにいる時にデバンダーのラッキーパワーも最大になる。
ヒンケール
声 - 潘めぐみ
ムザンダ星からキングブルの野望を食い止めるためにオアシース公爵の命を受けやってきた使者。外観は丸っこいボール的なカラダ付き。ロボニーの調教師でもある。デバンダーと一体化したときは左腕のアイテム内からアドバイスする。
ロボニー
声 - 田坂浩樹
ヒンケールと共にやってきたロボットのウマ。通常は冴えない見た目だが戦闘時にはカッコいい天馬に変身し、デバンダーの頼れる相棒として共に戦う。デバンダーの持つニンジンによってエネルギーをチャージする。
体内のガラガラカポーンモードでペダルをこいで当たり玉を出せば超マイクロマシーンロボ（ゾロメカ）が出るが、スカも多く混ざっているため、デバンダーになる者には強力な運（ラッキーパワー）が求められる。
ラブリー
声 - 山本絵美
サクラの愛馬。後ろ脚の腿付近にハートマークの様なブチ模様があるのがチャームポイント。
オアシース公爵
声 - 中村浩太郎
ヒンケールを通して一馬にデバンダー変身装置とロボニーを与えた人物。実はキングブルの弟なのだが、彼は平和主義者であり兄の暴挙を食い止めたいとの想いから、地球で見つけた超強力なラッキーパワーの持ち主（一馬）の元にヒンケールたちを遣わした。

### キングブルと配下たち
キングブル
声 - 大平透
ムザンダ星を支配する悪いヤツ。外観は地球の雄ウシに似ていなくもない。“ ガイアエネルギー ”を惑星から得るシステムを手に入れたのを機に、他惑星からエネルギーを無理やり抽出し続ける長征の果てに地球にたどり着く。
ギアラ・レッド・センマイ
声 - 森川智之
キングブルの臣下であるハンサムキャラ。ミノとバリを率い、地球から“ ガイアエネルギー ”強奪を実行する。
ウルテ・ミノ
声 - 柳原哲也（アメリカザリガニ）
ギアラの部下その1。ノッポ。
プップギ・バリ
声 - 平井善之（アメリカザリガニ）
ギアラの部下その2。巨漢。

### その他のキャラクター
TVアナウンサー
声 - 三浦潤也
コンピューター
声 - 逢坂良太

### ゲストキャラクター
歴代タツノコキャラクターが画面のアチコチでカメオ出演している。
- 宇宙エース
- おだてブタ
- オロカブ
- ドロンボー一味（ドロンジョ、ボヤッキー、トンズラー）
- けろっこデメタン
- ハクション大魔王
- 大鷲の健（スカロボ）
- ゴールドライタン（スカロボ）
- 新造人間キャシャーン（スカロボ）
- タイムボカン（タイムメカブトン、タイムドタバッタン、タイムクワガッタン）

## スタッフ
- 監督 - 笹川ひろし
- 原作 - 竜の子プロダクション
- 企画 - 渡邊季之
- 企画協力 - 鈴木利幸、大河原邦男
- 脚本 - 武上純希
- 絵コンテ - 笹川ひろし、松尾慎
- 演出 - 松尾慎
- 作画監督 - 亀谷響子、藤田正幸
- メカニック作画監督 - 新井淳
- 作画監督補佐 - 小宮山由美子
- キャラクターデザイン - 上北ふたご
- メカニックデザイン - 大河原邦男
- 美術監督 - 中村嘉博
- 色彩設計 - 近藤直登
- 撮影監督 - 入部章
- CGディレクター - サトウユーゾー
- 編集 - 奥田浩史
- 音楽 - 鈴木豪
- 音響監督 - 清水勝則
- 音楽制作 - ヴェガ ミュージック・ワークス
- 音楽プロデューサー - 北村篤識
- アニメーション制作 - タツノコプロ
- アニメーションプロデューサー - 栃平吉和
- 製作 - デバンダー製作委員会

## テーマソング
オープニングテーマ『君のデバンダー!』
作詞 - 並河祥太 / 作曲・編曲 - 関淳二郎 / 歌 - 竹本健一
エンディングテーマ『虹の世界へ』
作詞 - 凛生・江川ひろし / 作曲 - 江川ひろし / 編曲 - 鈴木豪 / 歌 - 凛生